# Rhomberg Sersa Rail Group
Die Rhomberg Sersa Rail Group ist ein österreichisch-schweizerisches Bahntechnik-Unternehmen. Der offizielle Firmensitz des weltweit agierenden Unternehmens befindet sich in Bregenz sowie in Zürich. Die Gesellschaft ist ein Zusammenschluss der Rhomberg Rail Holding und der Sersa Group.

## Geschichte
Im Jahr 2012 schlossen sich das österreichische Bahntechnikunternehmen Rhomberg Rail Holding GmbH, ein Tochterunternehmen der Rhomberg Gruppe, und das Schweizer Familienunternehmen Sersa Group (eine Abkürzung für „Soudage électrique des rails S.A.“) zusammen. In der Geschäftsführung des Unternehmens sind Thomas Bachhofner, Thomas Mayer und Garry Thür.
Das Unternehmen Rhomberg wurde bereits 1886 von dem Baumeister Otto Rhomberg als Bau-Unternehmen gegründet, in das sein Bruder Cornelius Rhomberg 1892 einstieg. Nach Cornelius Rhombergs Tod 1912 wurde das Unternehmen stillgelegt. Am 1. Oktober 1938 gründete dessen Sohn Walter Rhomberg das Unternehmen „Walter Rhomberg, Baumeister“ in Bregenz. Nachdem es sich in den ersten Jahren ebenfalls auf Bauunternehmungen konzentrierte, erfolgte in den 1960er Jahren der Einstieg in den Gleis- und Straßenbau. Bis heute befindet sich das Unternehmen in Besitz der Familie Rhomberg, mittlerweile wird es in der vierten Generation von Hubert Rhomberg und Ernst Thurnher geführt.
10 Jahre nach der Neugründung von Rhomberg gründete sich im Jahr 1948 in der Schweiz auch das Unternehmen Sersa, das 1952 als Aktiengesellschaft im Schweizer Handelsregister eingetragen wurde. Es wurde 1979 von Arnold Schnyder erworben und wird bis heute von seinem Sohn Konrad Schnyder weitergeführt. Unter seiner Geschäftsführung stieg Sersa ebenfalls in die Schienen- und Bahntechnik ein und wurde u. a. eine wichtige Partnerin der Schweizerischen Bundesbahnen.
Da beide Unternehmen große Überschneidungen in ihren Produkten und ihrer Ausrichtung hatten, sahen die Eigentümervertreter Rhomberg und Schnyder eine Gelegenheit zu einer Fusion. Rhomberg Bahntechnik erzielte im Geschäftsjahr 2011/12 mit seinen 480 Mitarbeitern rund 170 Millionen Euro und Sersa mit seinen 1100 Mitarbeitern rund 183 Millionen Euro. Seit der Fusion zur Rhomberg Sersa Rail Group hat sich die Betriebsleistung im Jahr 2023/24 auf 760 Millionen Euro gesteigert und beschäftigt nun 3004 Mitarbeiter.

## Unternehmensstruktur

### Management

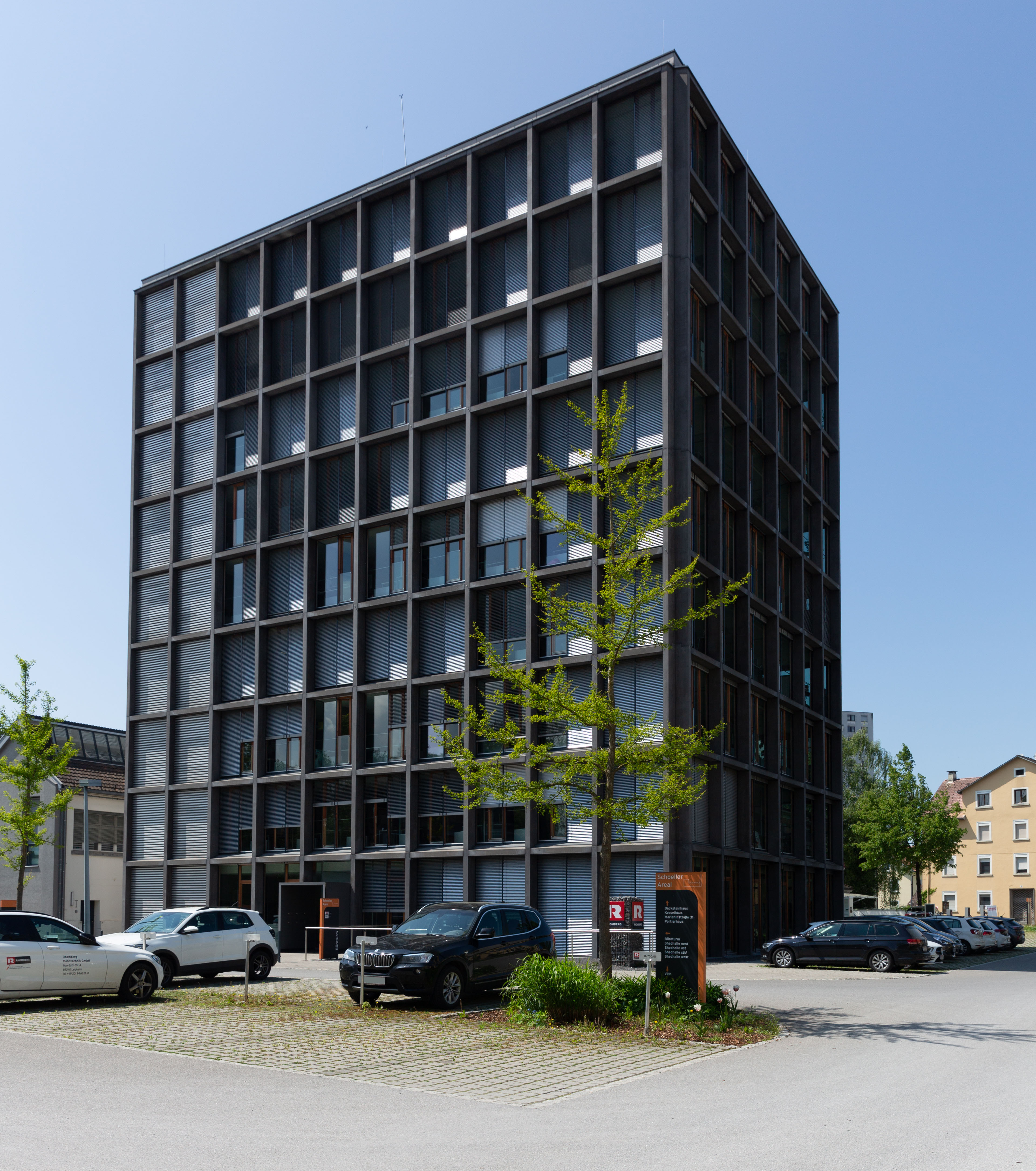
Hauptsitz der Rhomberg Sersa Rail Group in Bregenz

Das Owner Board der Rhomberg Sersa Rail Group machen Konrad Schnyder als Präsident sowie Hubert Rhomberg, Werner Pfenninger und Ernst Thurnher als Eigentumsvertreter aus. In der Geschäftsführung sind Thomas Bachhofner als CEO, Thomas Mayer als CFO und Garry Thür als CTO eingesetzt.

### Standorte
Der offizielle Unternehmenssitz der Rhomberg Sersa Rail Group befindet sich in Bregenz, Österreich, und in Zürich, Schweiz. Der Konzern hat ebenfalls mehrere Standorte und Tochterunternehmen in den Ländern Österreich, Schweiz, Deutschland, Dänemark, Großbritannien, Irland, USA/Kanada und Australien.
Im Jahr 2021 übernahm das Unternehmen außerdem den Geschäftsbereich „Track Solutions“ von Balfour Beatty US, der anschließend in Rhomberg Sersa North America umbenannt wurde. Damit stieg es erstmal in den US-amerikanischen Markt ein und wurde Marktführer im Bereich gleisgeführter Schotterbettreinigungen in Nordamerika.

## Produkte und Dienstleistungen

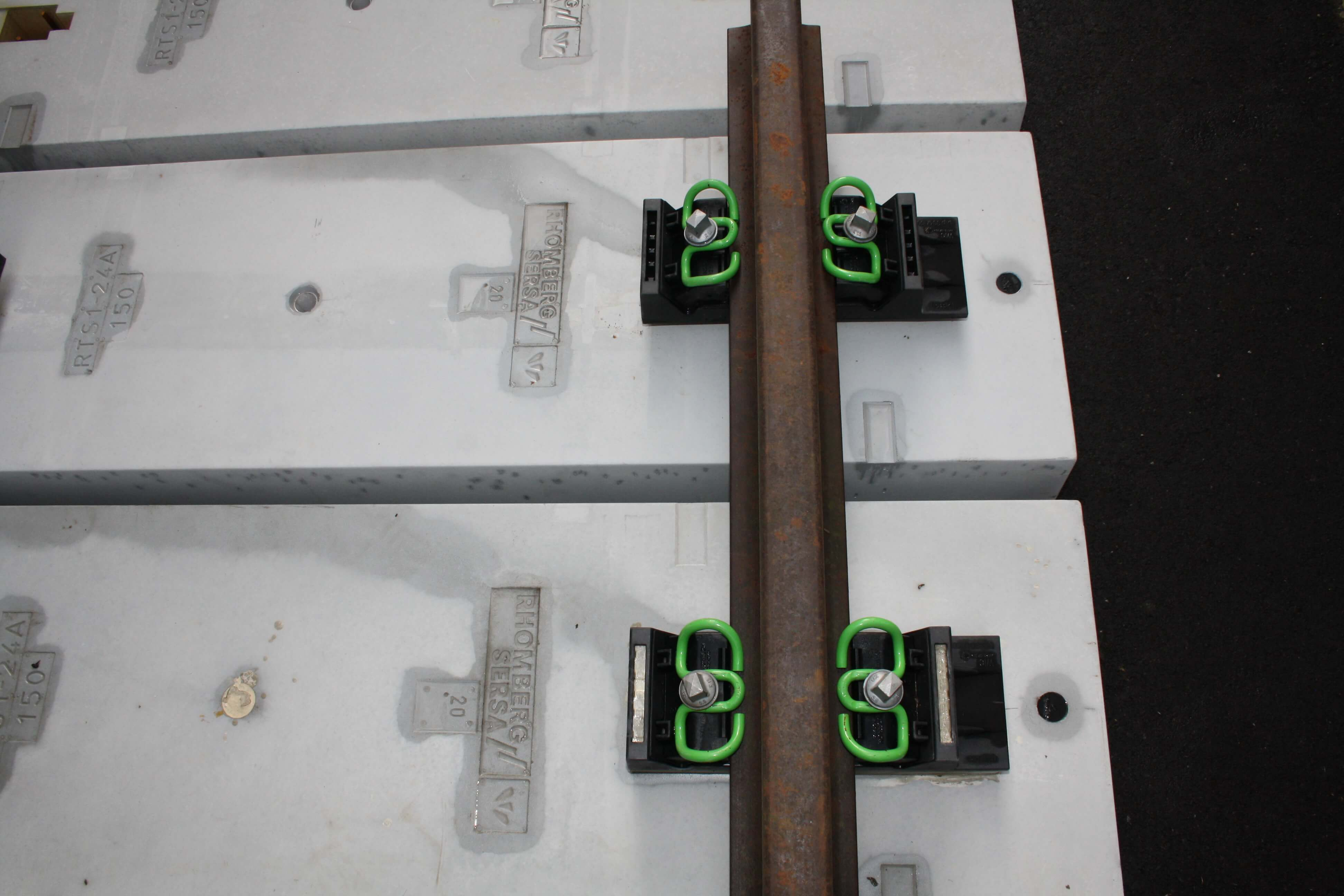
Muster eines Feste-Fahrbahn-Gleisstückes in Dornbirn

Die Rhomberg Sersa Rail Group bietet im Bereich Schienen- und Bahntechnik verschiedene Komplett-Produkte und Dienstleistungen an. Im Bereich des Schienenoberbaus stellt das Unternehmen ein eigenes sog. Feste-Fahrbahn-System her; ebenso bietet es Techniken im maschinellen Gleisbau an, Ausrüstung für den Betrieb von Bahnstrecken, die Instandhaltung verschiedener Fahrzeuge sowie Überwachungs- und Kommunikationssysteme für Großbaustellen. Außerdem bietet es Dienstleistungen rund um die Schienentechnik und verschiedene Infrastrukturprojekte an.
Das Unternehmen investierte und erwarb Ende 2020 18 % der Anteile des Wiener Startups NXRT, das Softwares entwickelt und derzeit Marktführer im Bereich Simulationstechnologie ist. Es entwickelte u. a. virtuelle Simulationen, die es erlauben, reale Fahrzeuge als Simulatoren zu verwenden, für die nun gemeinsame Initiativen evaluiert werden, wie etwa für die Ausbildung von Lokführern. Auch mit dem Schweizer Telekommunikationsunternehmen Swisscom betreibt die Rhomberg Sersa Rail Group gemeinsame Projekte, die 5G, Internet der Dinge sowie Cloud und Data Driven Business umfassen und im Gleisbauumfeld prüfen.

## Projekte

### Lötschberg-Basistunnel
Von 2002 bis 2007 führte die Rhomberg Bahntechnik GmbH gemeinsam mit der Implenia AG den Auftrag für die bahntechnische Ausrüstung des Lötschberg-Basistunnels von der BLS-Alp Transit aus. Insgesamt wurden 57 km Gleise verlegt, davon 51 km im Tunnel.

### Brenner
Von 2009 bis 2012 errichtete die Rhomberg Bahntechnik GmbH gemeinsam mit der Alpine Bau GmbH die 41 km lange Neubaustrecke zwischen Kundl – Baumkirchen – Unterinntalbahn, der zentralen Verbindung zwischen dem Brenner Basistunnel und eines Teilstücks der Eisenbahnachse München-Verona. Die Strecke verläuft 34 km lang in zweigleisigen Tunneln, Wannen und Unterflurtrassen. Außerdem war die RK Safetec am GU-Los des Baus des Zulauftunnels „Wolf“ zwischen 2013 und 2017 beteiligt.

### VDE 8.1
Für die Neubaustrecke Ebensfeld–Erfurt erwarb die Rhomberg Bahntechnik GmbH 2014 drei Auftragslose. Dabei handelte es sich um Gesamtstrecke von 107 km, auf der Tunnel ausgerüstet und offene Strecken mit elektrotechnischen Anlagen ausgestattet wurden. Die Bauarbeiten wurden im September 2015 abgeschlossen.

### Wendlingen–Ulm
Im August 2019 begann der Gleisbau für die Neubaustrecke Wendlingen–Ulm, für die sich die Rhomberg Bahntechnik GmbH mit dem österreichischen Unternehmen Swietelsky zusammengeschlossen hat. Zwischen Wendlingen und Ulm sollen knapp 120 km Gleis in Fester Fahrbahn verlegt werden, davon über 60 km in Tunneln.

### Stuttgart 21
Im Jahr 2020 hat die Rhomberg Bahntechnik GmbH gemeinsam mit der Ed. Züblin AG und der DB Bahnbau Gruppe den Zuschlag für zwei Oberbau-Lose beim Großprojekt Stuttgart 21 erhalten. Dabei geht es um die Errichtung von Fester Fahrbahn am neuen Hauptbahnhof in Stuttgart sowie zwischen Stuttgarter Flughafen und Neckar. Insgesamt sollen 41,4 km Gleis verlegt werden. Rhomberg Bahntechnik hat dabei die technische Leitung für die Strecke zwischen dem Fildertunnel auf der Filderebene und der Neckarquerung bei Wendlingen. Außerdem sollen rund 50 Weichen im Hauptbahnhof in Stuttgart installiert und 8,6 km beleuchteter Handlauf, 423 km Kabel verlegt und fünf Technikräume mechanisch ausgerüstet werden.

### Koralmtunnel
2020 hat die Tochterfirma Rhomberg Bahntechnik GmbH gemeinsam mit dem österreichischen Bauunternehmen Porr den Auftrag für die bahntechnische Ausstattung des Koralmtunnels erhalten. Die Bauarbeiten hierfür begannen im Mai 2021 und sollen bis 2025 abgeschlossen sein. Die Strecke umfasst insgesamt 66 km Feste-Fahrbahn im Tunnel, Rhomberg Sersa und Porr sind aber für einen 34,1 km langen Teilabschnitt verantwortlich. Sie begleiten das gesamte Bauprojekt jedoch bis zur Inbetriebnahme der Strecke. Rhomberg Sersa übernimmt in diesem Projekt die kaufmännische Leitung, während Porr für die technische Leitung verantwortlich ist.